# エレクトロニック・ハラスメント
エレクトロニック・ハラスメント（英語: electronic harassment、エレハラ）とは、電磁波を媒体とする指向装置や非致死性兵器を使用し対象者の脳に異常を引き起こし、意図的に身体と精神に影響を与えるというもの。電磁波、特にマイクロ波の人体への照射は誘電加熱を引き起こすため、マイクロ波兵器や医療機器にも使用されている。
心理学者のロレイン・シェリダンは、法医学精神医学と心理学の機関誌に集団ストーカー（英語: gang-stalking）の研究を共著した。シェリダンは、「TI（標的にされた個人）の現象は何が起こっているのかという説明として、集団ストーカーを思いついた妄想症状を持つ人々の観点から考える必要がある」と述べている。アメリカの大衆向け心理学誌・『Psychology Today』誌では、エレクトロニック・ハラスメントの被害者については、被害を受けたという主張はあるものの、実際には被害を引き起こす事態は確認できず、妄想性障害として対応すべきとの専門家の意見を紹介している。数名の精神科医は統合失調症である可能性が非常に高いと述べている。

## 概要
高度な科学技術使用によるエレクトロニック・ハラスメントを受けていると主張する被害者は「標的にされた個人」（英語: Targeted Individuals, 略語はTI）と呼ばれる。被害者は、正常な心理状態で普通の生活を送っている一般市民である。精神と身体に悪影響を及ぼす様々な被害を受けていると述べる。科学技術の開発のために人間のあらゆる機能を操作しているとの主張を立証しようと、ニュース記事、軍事雑誌、機密解除された国家安全保障文書を引用する。
2014年と2015年には、アメリカ・中央情報局(CIA)のコンサルタントや医学、法学、神経科学の専門家などが参加し、国際会議「COVERT HARASSMENT CONFERENCE」が開催された。
元英国軍情報部第5課 (MI5) 所属のマイクロ波の専門家であるバリー・トゥロワー博士や元CIAの諜報部員カール・クラークは、マイクロ波兵器使用により対象者の脳に幻覚を引き起こすことが可能で精神疾患や癌などの病気を誘発できる、マイクロ波兵器による市民への人体実験が行われていたと証言している。元アメリカ国家安全保障局テクニカルディレクターのウィリアム・ビニーも、マイクロ波兵器による一般市民に対するエレクトロニック・ハラスメントの存在を認めている。

## 各国の対応
1999年1月28日、ロシア下院および欧州議会は人間の操作が可能な兵器を禁止する国際協定を要請。
2008年、ユネスコは電磁波がテロ兵器として使用される可能性を議題とした会議を開催。
2016年、ポーランドの防衛大臣アントニ・マチェレヴィチは、電磁波兵器による国民への違法な実験に関する情報の把握を認める。

## 啓発活動
2018年から毎年8月29日には、世界中の被害者団体による大規模な抗議集会「TI－DAY」が世界各都市で行われている。

## 報道

### 米国内の裁判
2008年、アメリカ合衆国カンザス州のジェームズ・ウォルバートは、以前に取引をめぐり不和となった仕事仲間から「放射線の衝撃を与える」と脅しを受け、その後、電気ショックのような感覚症状や電子的に生成された発信音、奇妙な音を感じるようになったと主張。カンザス州セジウィック郡地方裁判所に訴訟を起こした。ミズーリ州議会議員（共和党）ジム・ゲストがウォルバートの訴訟を支援した。同年12月30日、裁判所はウォルバートへの「電子的手段」による嫌がらせを禁止する命令を出した。
2014年8月、カリフォルニア州の住民が、近隣住人による電磁波技術と装置使用の加害容疑に対し訴訟を起こした民事裁判で、上級裁判所は原告の訴えを認め、エレクトロニック・ハラスメント関連の裁判では米国初の勝訴となった。判決の朗報を享け、ターゲット・インディビジュアル情報支援媒体である"LIBERTASINTEL MEDIALIBERTASINTEL MEDIA"は「この勝利は、遠隔拷問とマインドコントロールに使用される機密マイクロ波兵器による攻撃に苦しむ何百人もの罪のない対象者（TI）に強い感情と希望をかき立てた」とウェブサイトで報告した。

## 事件
1951年2月18日、刑務所に投獄されていたペドロ・アルビズ・カンポスは放射線実験の対象とされ、実験は1956年3月27日まで継続された。
1960年代から1970年代、旧ソ連在モスクワのアメリカ大使館にマイクロ波照射攻撃が行われていたことが発覚した。この事件の大部分は機密扱いとなっている。政府はマイクロ波に健康への悪影響はないと結論付けているが、大使館員と「オペレーション・パンドラ」の調査結果は非公開である。1953年のモスクワ・シグナル事件後、アメリカはマイクロ波照射の生物学的および行動的影響を調査している。
2016年後半以降、在キューバ米国及びカナダ大使館職員、中国在広州アメリカ領事館職員に対する音響攻撃疑惑件が連続発生、原因不明の異常音（ノイズ）による頭痛・めまい・難聴・脳の損傷など健康被害を訴えた職員とその家族には緊急帰国の処断がされた。これら音響攻撃疑惑からの発症を「ハバナ症候群」と特称、2018年6月、マイク・ポンペオ米国国務長官は対策チームの結成を発表した。当初は超音波兵器による攻撃、マイクロ波聴覚効果などが疑われたが、2020年3月 カナダの研究では、殺虫スプレーに含まれる神経毒が原因である可能性も示唆された。同年12月、米国政府は大使館職員の原因不明の体調不良について、マイクロ波攻撃の可能性が高いと科学アカデミーの報告書で明らかにした。2021年5月、ニューヨーク・タイムズ紙はヨーロッパやアジア(中国以外)で新たに被害者が確認され、被害者の総数は130人以上に上ると報じた。中央情報局や国防総省の職員も被害者である。同年7月にはオーストリア当局が調査を行っていることを明らかにし、11月にはアメリカ国務省が本格的な調査をすると表明した。10月8日、アメリカのジョー・バイデン大統領は、ハバナ症候群の被害者を支援する法案に署名した。2023年3月1日、アメリカ合衆国国家情報長官室は「外国の敵対勢力による攻撃の可能性は低い」との見解を公表した。2024年4月1日、ロシアの調査報道メディア「ザ・インサイダー」は、アメリカCBSの「60ミニッツ」およびドイツの「デア・シュピーゲル」チームとの共同調査結果として、ロシア軍参謀本部情報総局29155部隊で開発された「非致死性音響兵器」が使用された可能性を報じたが、ロシアのペスコフ大統領報道官は「根拠がない」と報道内容を否定した。
2020年11月、静岡県立大学グローバル地域センター特任助教の西恭之は「ハバナ症候群の原因はマイクロ波攻撃である可能性が高い」と指摘、理由として、音響を体内に発生させ作用するマイクロ波兵器が試作されていること、旧ソ連当局が米大使館にマイクロ波を照射したことのあるモスクワでもCIA（米中央情報局）局員が同様の被害を訴えている、マイクロ波兵器は対象者に異音を認識させ脳組織がマイクロ波のエネルギーを吸収して熱膨張する、発生した音響衝撃波は聴覚で認識されている、また「米国科学アカデミーは国務省に提出したキューバの報告書を公開していない」「国務省はキューバにおけるハバナ症候群は直ちに調査し大使館員に有給休職を認めたが、中国での同様件については調査せず 罹患した公館員の有給休職も速やかに認めていない」「隠蔽と格差の原因はトランプ大統領が米キューバ国交回復に反対する一方、中国とは貿易交渉のため習近平国家主席（総書記）の顔を立てロシアとも関係改善を意図した」ことの論を寄稿した。

## 精神工学兵器
1987年、陸軍研究所から委託されたアメリカ国立科学アカデミーの報告書は、精神工学について、1980年代の事例解説や新聞および書籍でのサイキック戦争という主張の「多岐にわたる例」の1つである指摘している。この報告は「超空間核爆弾」などの精神工学兵器の主張と、ロシアの精神工学兵器がレジオネア病とアメリカ海軍の潜水艦沈没の原因であるとの信念を引用している。委員会は、軍事的意思決定者による報告や経緯、そしてそのような兵器の潜在的な用途が存在するにもかかわらず、「科学技術文献には精神工学兵器の主張を裏付けるものは何もない」と述べている。1990年代にはロシアで精神工学兵器が研究されていたとされる。1998年、軍事アナリストのティモシー・L・トーマス中佐は、アメリカ陸軍士官学校の季刊誌「パラメーター」で論文を発表し、新兵器の目的は人間の精神と身体を操作することであると述べている。

### 遠隔操作が可能な技術や兵器
- ボイス・トゥ・スカル（V2K) - マイクロ波聴覚効果[51][52]

## その他
エレクトロニック・ハラスメントと解釈される技術や実験
1965年当時、スティモシーバーを発明した脳科学者のホセ・デルガード博士による実験「電波で大人しくなる闘牛と闘牛士」‐ニューヨーク・タイムズの報道から「脳を電波で制御し性格や行動を操作する行為は虐待に相当する」解釈と批判に対し、「電波はラジコンの技術であり、牛の脳の表面に付けられた受信機で電気信号に変換され、脳に埋め込んだ電極を刺激する生体実験である」と説明している。